# North Bend (Nebraska)
North Bend è un comune degli Stati Uniti d'America, situato in Nebraska, nella contea di Dodge.